# Куницын, Валерий Романович
Валерий Романович Куницын (1944—2020) — русский советский писатель, прозаик, поэт и журналист. Член Союза писателей России (1994). Народный писатель Республики Алтай (2013). Заслуженный работник культуры Российской Федерации (1994).

## Биография
Родился 22 августа 1944 года в городе Ойрот-Тура, позже его семья переезжает в село Шебалино Алтайского края.
С 1962 по 1967 год обучался на историческом факультете Горно-Алтайского педагогического института. С 1967 по 1975 год занимался педагогической деятельностью в Шебалинском районе Алтайского края. С 1975 года — собственный корреспондент и заместитель главного редактора, с 1994 года — член редсовета газеты «Звезда Алтая» и член редколлегии журналов «Эл-Алтай» и «Алтай Телекей — Мир Алтая».
В 1994 году избран членом Союза писателей России.  Первое произведение им было написано в 1956 году, в возрасте двенадцати лет. В 1988 году вышел первый  сборник стихов под названием «Ангаков камень», в дальнейшем вышли ещё шесть поэтических и публицистических сборников: 1992 — «Речная звезда», 1997 — «Живое дерево души», 2002 — «Я голосом встаю из трав», 2004 — «Жива душа преодоленьем боли...», 2009 — «Память сердца» и 2014 — «Час Алтая». Поэтические произведения Куницына входили в такие сборники избранных произведений как:   
«Час России» с предисловием В. П. Астафьева (1988), «Антология XX века. Русская сибирская поэзия» и ««От Уральских гор до Тихого океана»» (2008) и «Антология сибирской поэзии» (2011). В 1994 году Куницын являлся участником Всероссийского совещания молодых писателей в Москве.
Поэтические произведения Куницына были переведены на немецкий, монгольский, хакасский, алтайский и тувинский языки.
1 декабря 1994 года Указом Президента России «За заслуги в области искусства» Валерий Романович Куницын был удостоен звания — Заслуженный работник культуры Российской Федерации
17 января 2014 года «За большой личный вклад в развитие классической алтайской литературы и многолетнюю творческую деятельность» Валерию Романовичу Куницыну присвоено почетное звание — Народный писатель Республики Алтай.
Скончался 12 ноября 2020 года в Горно-Алтайске.

### Публикации
- У стены коммунаров; Под красным флагом; Тревожен пульс планеты: Стихи / Горы помнят подвиг отцов.-Горно-Алтайск: Горно-Алтайское отд-е Алтайского книжного издательства, 1984 г. — С.7-8
- Созвездие Ориона; Алтайские кони; Хочу на родину явиться: Стихи / Эл-Алтай: Детско-юношеский литературно-художественный журнал. - №1. - 1995 г. — С.25-26
- Цветные хороводы; Чорос; Эрдене: Стихи / ЗА. - 1991 г. — С.4
- По  своей шагаю борозде; Беловодье; Чёрточка; Душа: Стихи / Эл-Алтай: Детско-юношеский литературно-художественный журнал. - №1. - 2001 г. — С.198-203
- Алёша / В. Р. Куницын, Мир Алтая. - №1-2 - 2010 г. — С.140
- Яркая жизнь [ подборка стихов ] / Алтай-Телекей – Мир Алтая: Литературно-художественный ежеквартальный  журнал. - №3.- 2004 г. — С.64-67
- Связь; Стебелёк; Осень в Шибилике; Следы; Тает утро; Алтай / В. Р. Куницын. Алтай Телекей- Мир Алтая: Литературно-художественный ежеквартальный  журнал. - №1-2.- 2002 г. — С.216-218
- Стихи / В. Р. Куницын. Эл-Алтай. Вып.1. - Горно-Алтайск, 1990 г. — С.28-30
- Живое дерево души: Стихи / В. Р. Куницын. Сельская новь. - 1997 г. — С.8
- Я живу в ожидании чуда: Стихи / В. Р. Куницын. ЗА. - 2000 г. — С.7
- Я голосом встаю из трав: Стихи / В. Р. Куницын. ЗА. - 2002 г. — С.8.
- Когда звезда горит над Шибиликом: Стихи / В. Р. Куницын. ЗА. - 2007 г. —С.20.
- Алтай; Мой край; Космический аил: Стихи / В. Р. Куницын.  ЗА. - 2009 г. —С.20.
- Глядя в неба звенящую просинь…: стихи молодых поэтов / В. Р. Куницын. ЗА. - 2002 г. — С.7.
- И мне, уверен, в жизни место есть: Стихи / В. Р. Куницын. ЗА. - 2013 г. —С.23.
- Весна; Предзимье; Связь; Поэт; Слеза: Стихи / В. Р. Куницын. ЗА. - 2004 г. — С.6.
- Горный край, земля святая, лучше в мире не найдешь...": Стихи / В. Р. Куницын. АЧ. - 2011 г. — С.13.
- У обелиска; Память; Таежный край; Рассвет; Праздник; Дети довоенных лет и др: Стихи / В. Р. Куницын. СН. - 1989 г. — С.4.
- Опыт политического романа: Рецензия Утраченные иллюзии истории / В. Р. Куницын. Алтай Телекей – Мир Алтая. -№1.- 2007 г. — С.45-46.

## Награды
- Заслуженный работник культуры Российской Федерации[5]
- Народный писатель Республики Алтай (2013[6])